# Mallada desjardinsi
Mallada desjardinsi is een insect uit de familie van de gaasvliegen (Chrysopidae), die tot de orde netvleugeligen (Neuroptera) behoort. 
Mallada desjardinsi is voor het eerst wetenschappelijk beschreven door Navás in 1911.